# Emine Mihrişah Sultan

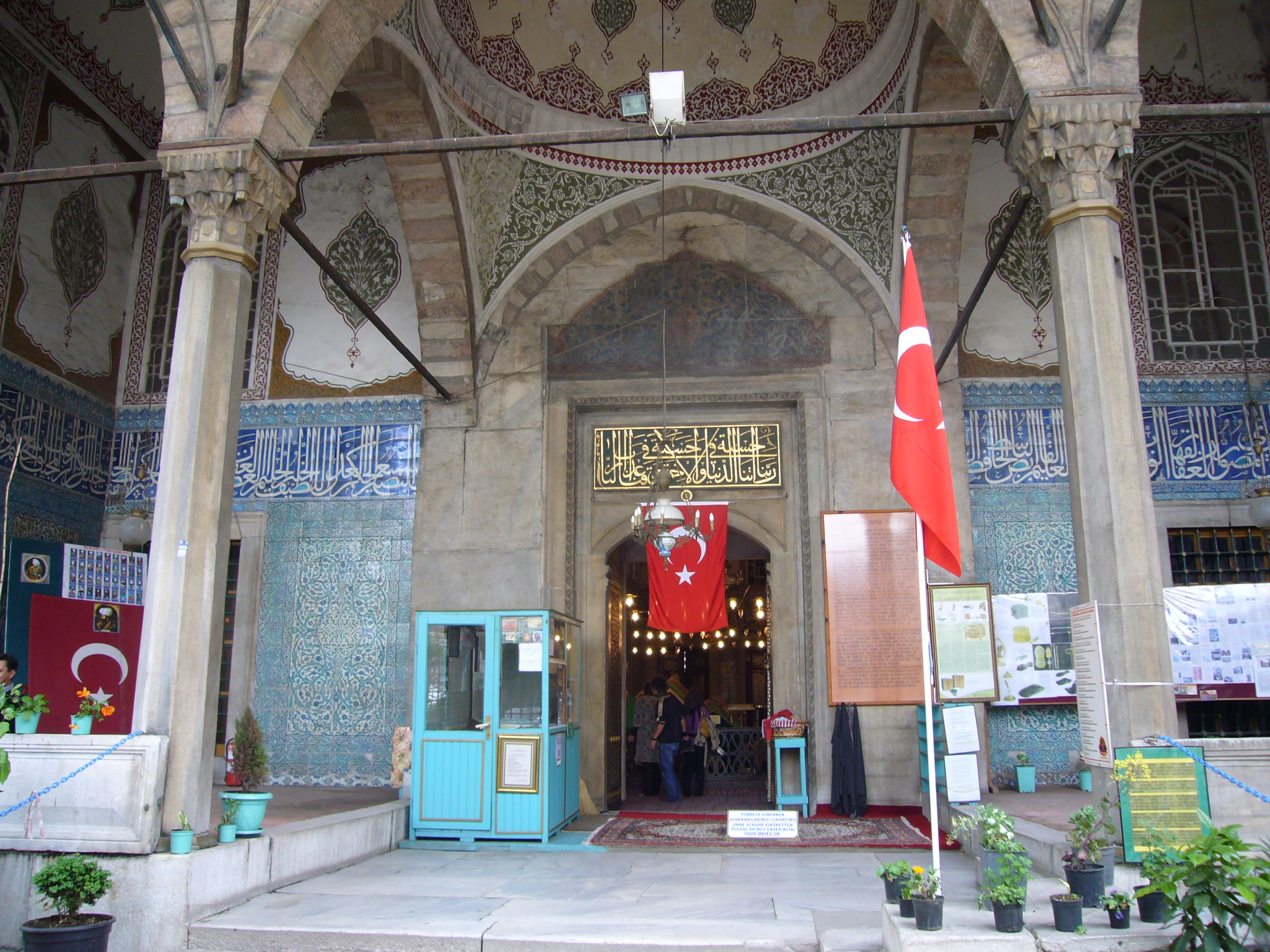
Hrobka konkubíny Turhan Hatice Sultan, kde je také pohřbená Emine Mihrişah Sultan

Emine Mihrişah Sultan rozená jako Jeannette De Bazory (?, Francie - 1732, Istanbul, Osmanská říše) byla druhá francouzská konkubína sultána Ahmeda III. a matka následníka sultána Mustafy III., prince Selima, princezny Zeynep Sultan a princezny Ümmügülsüm Sultan. Ve svém životě se nestala Valide sultan, protože zemřela v roce 1732, 25 let před nástupem svého syna na trůn.

## Její hrob
Pohřbená je v hrobce prominentní konkubíny Turhan Hatice Sultan uvnitř mešity Yeni v Eminönü v Istanbulu.